# Shit happens

Shit happens est une expression argotique anglaise utilisée comme une observation existentielle des événements imprévisibles de la vie. La phrase est une reconnaissance du fait que de mauvaises choses arrivent sans raison particulière apparente,.

## Dans la culture populaire
Forrest Gump, s'exprimant après qu'un homme lui a fait remarquer qu'il venait de marcher dans des excréments de chien, est présenté comme l'inventeur de cette phrase dans le film homonyme de 1994.